# Stara Vas, Postojna
Stara vas este o localitate din comuna Postojna, Slovenia, cu o populație de 98 de locuitori.